# Florian Müller
Florian Müller (ur. 13 listopada 1997 w Saarlouis) – niemiecki piłkarz występujący na pozycji bramkarza w niemieckim klubie VfB Stuttgart. Wychowanek 1. FC Saarbrücken, w trakcie swojej kariery grał także w takich zespołach, jak Mainz 05 oraz SC Freiburg. Młodzieżowy reprezentant Niemiec.